# Helena Maria

Vista aérea do bairro Helena Maria

Localização do Helena Maria em Osasco

Helena Maria  é um bairro localizado no município de  Osasco, São Paulo, Brasil. Sendo delimitado ao Norte com o bairro Portal D'Oeste ; a Leste com o bairro Baronesa ; ao Sul, com os bairros Aliança e Jardim Elvira ; Oeste, com o bairro Munhoz Júnior. Os seus loteamentos são: Jardim Helena Maria; 
Jardim Imperial; Vila São João; Jardim Rovai; Córrego Rico; Jardim Ivone; Vila Santa Bárbara.

## Principais vias
- Avenida João Ventura dos Santos
- Avenida Presidente Costa e Silva
- Rua Maria Carvalho de Lima[1]

## Dados da segurança pública do bairro
| Ocorrências de 2004           | Porcentagem | Números |
| ----------------------------- | ----------- | ------- |
| Homicídio doloso              | 1,44%       | 2       |
| Tentativa de homicídio doloso | 3,60%       | 5       |
| Tráfico de entorpecentes      | 2,88%       | 4       |
| Corrupção de menores          | 0,72%       | 1       |
| Furto                         | 31,65%      | 44      |
| Roubo                         | 36,69%      | 51      |
| Furto de veículos             | 15,83%      | 22      |
| Roubo de veículos             | 7,19        | 10      |
| Total Ocorrências             | 100%        | 139     |

Fonte - Secretaria de Gestão Estratégica – Pesquisa - 2005

## Educação
- Creche Olga Camoseli Pavão
- Administração regional 03
- EMEF Pastor Josias Baptista
- EMEF Escultor Victor Brecheret
- EE Professora Neuza de Oliveira Prévide [1]

## Saúde
- Pronto Socorro Doutor Osmar Mesquita de Sousa Filho
- Terminal Rodoviário Helena Maria Rua Walt Disney, Telefone: 3683-6408[1]